# Rocket Man
«Rocket Man» (oficialmente titulada como «Rocket Man (I Think It's Going to Be a Long, Long Time)») es una canción del cantante y pianista británico  Elton John que fue lanzada como sencillo el 17 de abril de 1972 cosechando gran éxito en las listas musicales de todo el mundo. Fue incluida en el álbum n.º 1 Honky Chateau, del mismo año. Es considerada como una de sus mejores canciones.
La revista Rolling Stone la incluyó en la lista de las 500 mejores canciones de todos los tiempos posicionándola en el puesto  №149. 

## Contexto
Los años 1960 y 1970 fueron muy importantes para la exploración espacial. El hombre había llegado a la Luna tres años antes y la música así como todo el arte en general no hicieron esperar sus manifestaciones. En el mismo año en que el Apolo XI arribó al satélite terrestre un artista británico lanzó el disco que lo llevaría al éxito, con una canción que sirvió de inspiración a Elton John. La canción era Space Oddity y el artista era David Bowie. El compañero de composición de Elton John, Bernie Taupin, quien escribe las letras, dijo una vez que un cuento corto de Ray Bradbury fue una importante fuente de inspiración de la canción y que esta no fue de fácil creación. 

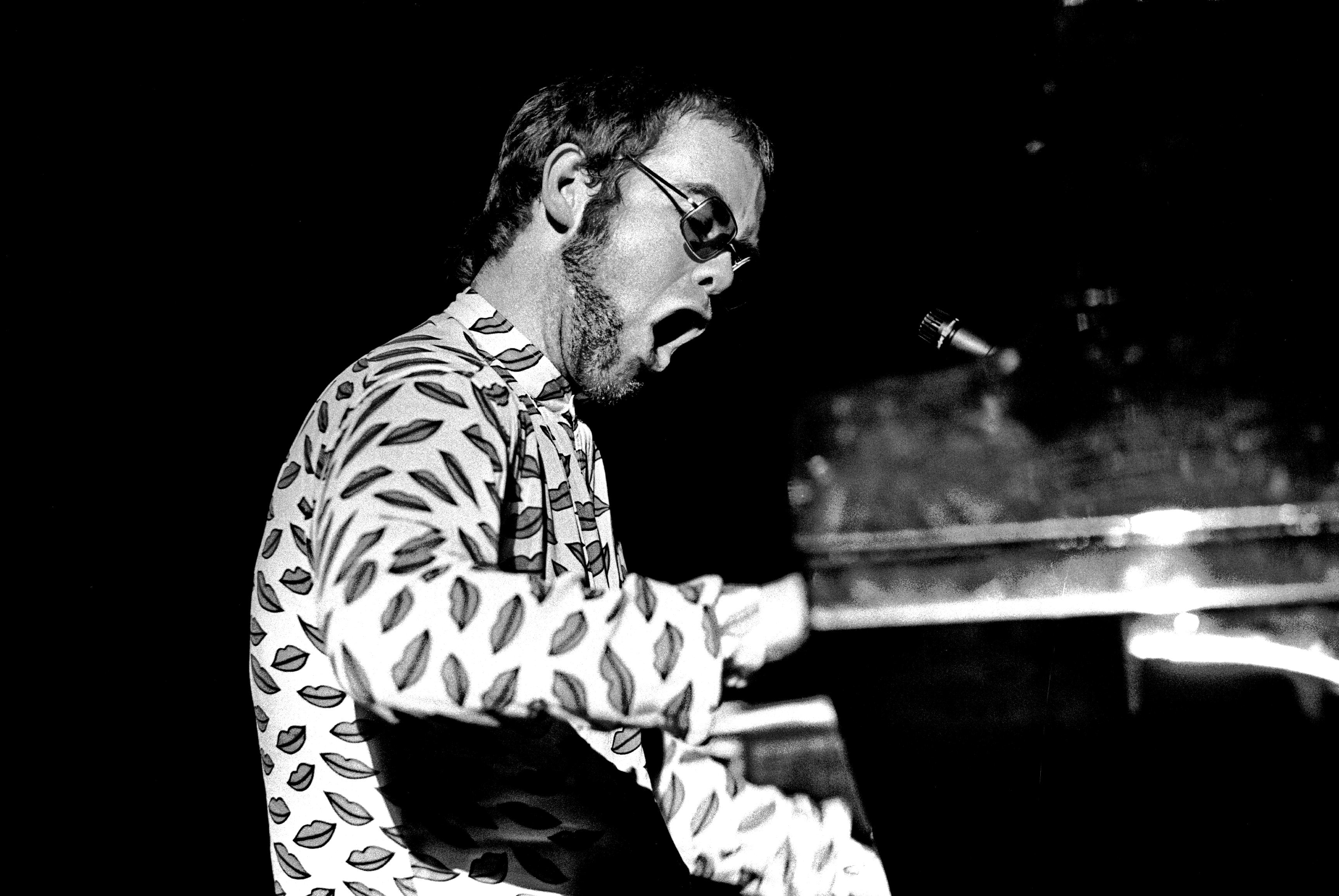
Elton John en 1972

## Historia
Cuando Bernie tuvo la letra pronta viajó al Château d'Hérouville en Francia donde el pianista y su banda preparaban el próximo disco, Honky Chateau. La canción entonces, tomó forma a partir de la voz y el piano de John, las guitarras de Davey Johnstone, el bajo de Dee Murray y la batería de Nigel Olson.
La razón de colocar un título anexo entre paréntesis vino días antes de publicar la canción. Resulta que una vez que Taupin y Elton habían elegido titular a la canción como "Rocket Man", les llegó la información que en el año 1970 una banda psicodélica  estadounidense llamada Pearls Before Swine ya había lanzado un sencillo cuya canción se titulaba de esa misma manera. Por ello, para que los fanes no las confundieran, los músicos decidieron poner un título anexado.
El resultado final fue una suave balada pop rock, con notables arreglos de piano, con un ambiente espacial diseñado por el productor Gus Dudgeon, quien poseía experiencia por haber producido el Space Oddity de Bowie.
La canción cuenta la historia de un astronauta que va al espacio dejando su esposa y familia atrás, a quienes extraña mucho, pero cumpliendo su sueño, de trabajar como más le gusta. Se ha concebido a esta obra como una metáfora de la vida de los famosos de la época que, si bien obtenían fama, dinero y éxito, ello les alejaba de sus familias, sus amigos y el mundo normal. Así el éxito te daba cosas únicas, pero también te quitaba otras.
La canción fue n.º 2 en Gran Bretaña y n.º 6 en Estados Unidos. Fue a partir de Rocket Man que el británico comenzó a cosechar una larga cadena de éxitos durante la década, donde figuran seis n.º 1. Rocket Man es además el sencillo que le da nombre a la empresa discográfica  que John fundó en 1973, la Rocket Records.  
El día 22 de mayo de 2017, Elton, en su canal oficial de YouTube, lanzó el video oficial de Rocket Man. El video cuenta con un poco más de 121 millones de visualizaciones hasta el momento. 
- Datos: Q56070897